# Liste von Hirschbrunnen
In dieser Liste sind Hirschbrunnen aufgeführt, also Brunnen im öffentlichen Raum, die Hirsche zum Thema haben.

## Deutschland
| Bezeichnung                           | Bild           | Standort                                                | Künstler       | Errichtung Einweihung | Weitere Informationen                                                                              |
| ------------------------------------- | -------------- | ------------------------------------------------------- | -------------- | --------------------- | -------------------------------------------------------------------------------------------------- |
| Hirschbrunnen (Berlin-Schöneberg)     | weitere Bilder | Berlin, Tempelhof-Schöneberg, Rudolph-Wilde-Park (Lage) | August Gaul    | 1912                  | |
| Hirschbrunnen (Berlin-Charlottenburg) |                | Berlin-Charlottenburg, Kurfürstendamm 70                | Joseph Rosteck | 1911                  | Zierbrunnen mit liegendem Hirsch vor dem Haus des Architekten Paul Eduard Hoppe, Kurfürstendamm 70 |
| Hirschbrunnen (Frankfurt)             | weitere Bilder | Frankfurt-Sachsenhausen (Lage)                          |                |                       | |

## Weitere
| Bezeichnung                  | Bild           | Standort                  | Staat   | Künstler     | Errichtung Einweihung | Weitere Informationen                                                         |
| ---------------------------- | -------------- | ------------------------- | ------- | ------------ | --------------------- | ----------------------------------------------------------------------------- |
| Hirschbrunnen (Krementschuk) | weitere Bilder | Krementschuk (Lage)       | Ukraine |              |                       |                                                                               |
| Hirschenbrunnen              |                | Zürich, Platzspitz (Lage) | Schweiz | Franz Wanger | 1913                  | 1949 abgebrochen, seit 1952 steht die Brunnenfigur allein und leicht versetzt |